# Dipikryloxid
Dipikryloxid (2,4,6,2',4',6'-Hexanitrodiphenyloxid) ist eine explosive organische Nitroverbindung, die sich von der Pikrinsäure ableitet.

## Darstellung und Gewinnung
Die Verbindung kann durch Nitrierung von Diphenylether über Zwischenstufen der Di-, Tri-, Tetra- und Pentanitrosubstitutionsprodukte gewonnen werden. Eine weitere Möglichkeit ist die Etherbildung aus 2,4,6-Trinitrophenol und 2,4,6-Trinitrochlorbenzol in Gegenwart von Natronlauge.

## Eigenschaften
Dipikryloxid ist ein kristalliner Feststoff. Die Verbindung ist im trockenen Zustand durch Schlag, Reibung, Wärme und andere Zündquellen besonders explosionsgefährlich und fällt im Umgang unter das Sprengstoffgesetz.
| Sauerstoffbilanz           | −47,3 %[1]      |
| Stickstoffgehalt           | 19,09 %[1]      |
| Bleiblockausbauchung       | 37,3 cm3·g−1[1] |
| Detonationsgeschwindigkeit | 7180 m·s−1[1]   |
| Schlagempfindlichkeit      | 8 Nm[1]         |

## Verwendung
Die Verbindung ist ein sehr beständiger Sprengstoff, der im Vergleich zur Pikrinsäure weniger schlagempfindlich, aber sprengkräftiger ist.